# Itylos vapa
Itylos vapa är en fjärilsart som beskrevs av Otto Staudinger 1894. Itylos vapa ingår i släktet Itylos och familjen juvelvingar. Inga underarter finns listade i Catalogue of Life.